# Castillo de Kenilworth

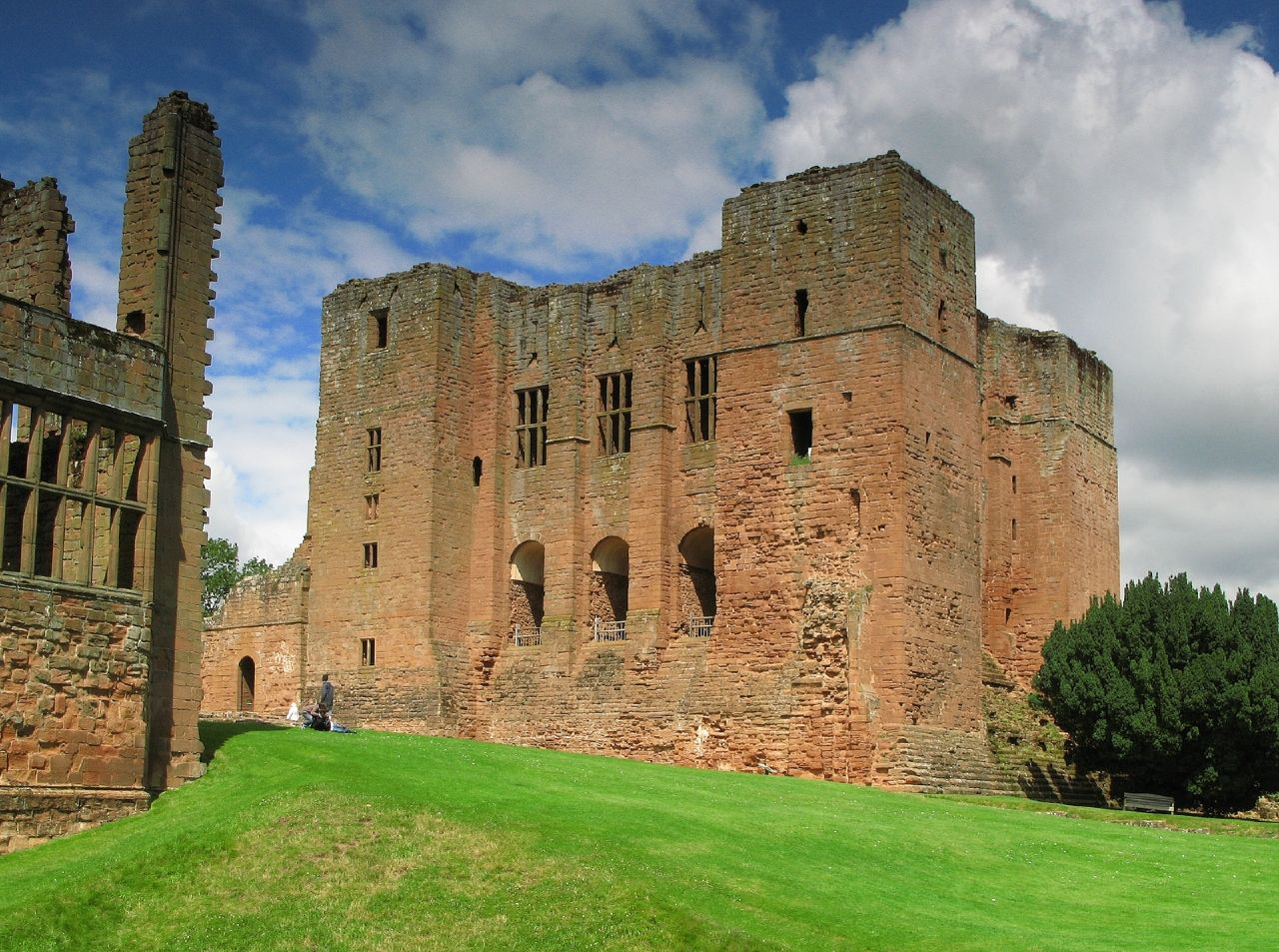
La torre principal es una de las estructuras más antiguas que sobreviven del Castillo de Kenilworth.

El Castillo de Kenilworth es un castillo ubicado en la ciudad de Kenilworth en Warwickshire, Inglaterra, gestionado por English Heritage; gran parte de él se encuentra en ruinas. El castillo fue fundado tras la conquista normanda de 1066, con un desarrollo que continuó hasta el período Tudor. Ha sido descrito por el historiador arquitectónico Anthony Emery como «el ejemplo más destacado de un palacio semirreal de la Baja Edad Media, significativo por su escala, forma y calidad de la mano de obra».
Kenilworth desempeñó un papel histórico importante, fue el escenario del asedio de Kenilworth de seis meses en 1266, considerado el asedio más largo de la historia medieval inglesa, y sirvió como base para las operaciones lancastrianas durante las guerras de las Dos Rosas. Kenilworth fue el lugar de la destitución de Eduardo II del trono inglés, el supuesto insulto francés a Enrique V en 1414 con un regalo de pelotas de tenis (según John Strecche, lo que provocó la campaña que llevó a la Batalla de Agincourt), y la lujosa recepción del conde de Leicester a Isabel I en 1575. Se le ha descrito como «uno de los dos principales castillos (junto con el Castillo de Caerphilly) en Gran Bretaña que pueden clasificarse como castillos de agua o fortalezas lacustres».
El castillo fue construido a lo largo de varios siglos. Fundado en la década de 1120 alrededor de una poderosa torre principal normanda, el castillo fue significativamente ampliado por Juan I a principios del siglo XIII. Se crearon enormes defensas acuáticas al represar los arroyos locales, y las fortificaciones resultantes demostraron ser capaces de resistir asaltos por tierra y agua en 1266. Juan de Gante invirtió generosamente a finales del siglo XIV, transformando el castillo medieval en un palacio fortaleza diseñado en el último estilo perpendicular. El conde de Leicester luego expandió el castillo durante su mandato en el siglo XVI, construyendo nuevos edificios Tudor y aprovechando la herencia medieval de Kenilworth para producir un palacio renacentista de moda.

## Arquitectura y paisaje

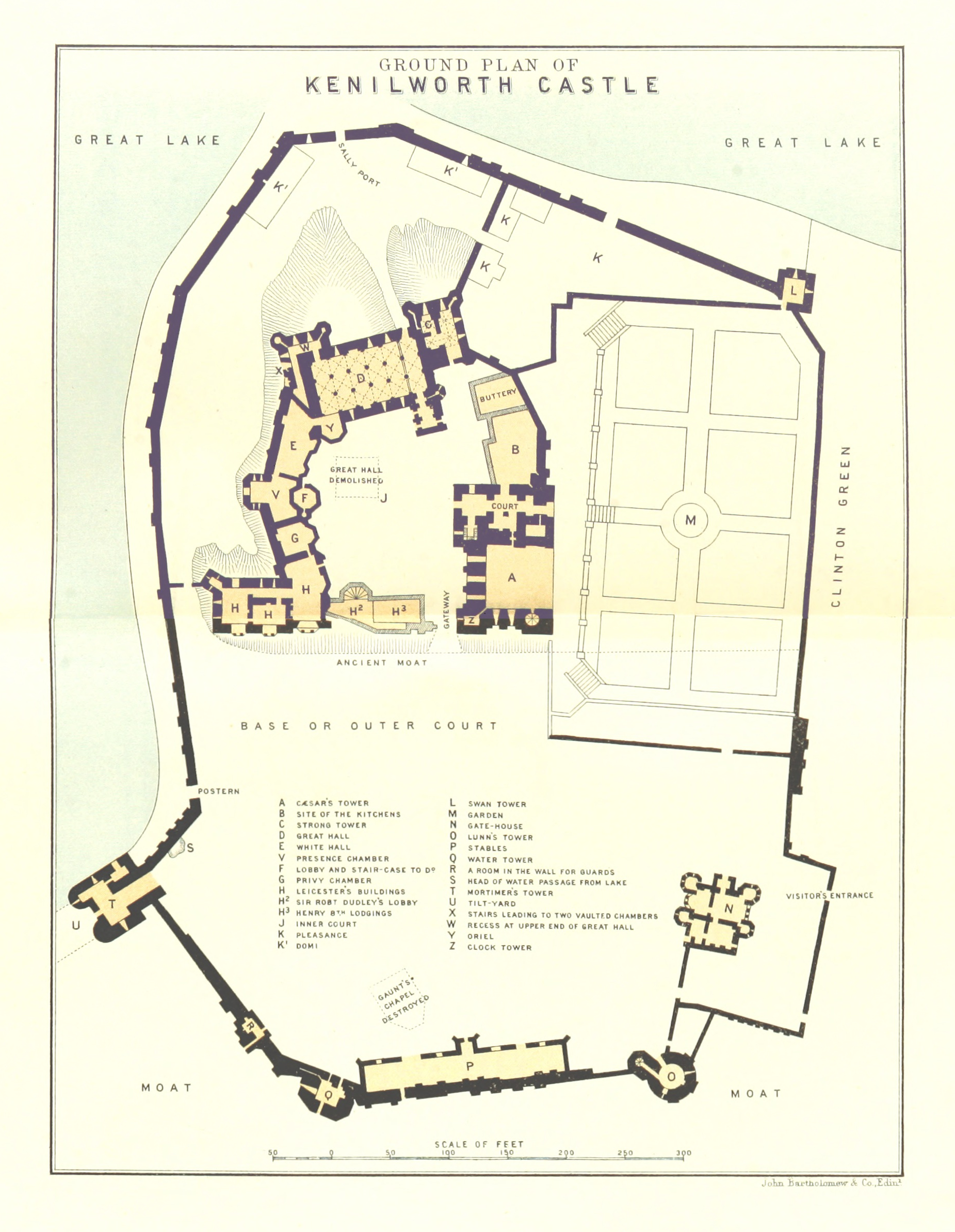
Plano del terreno.

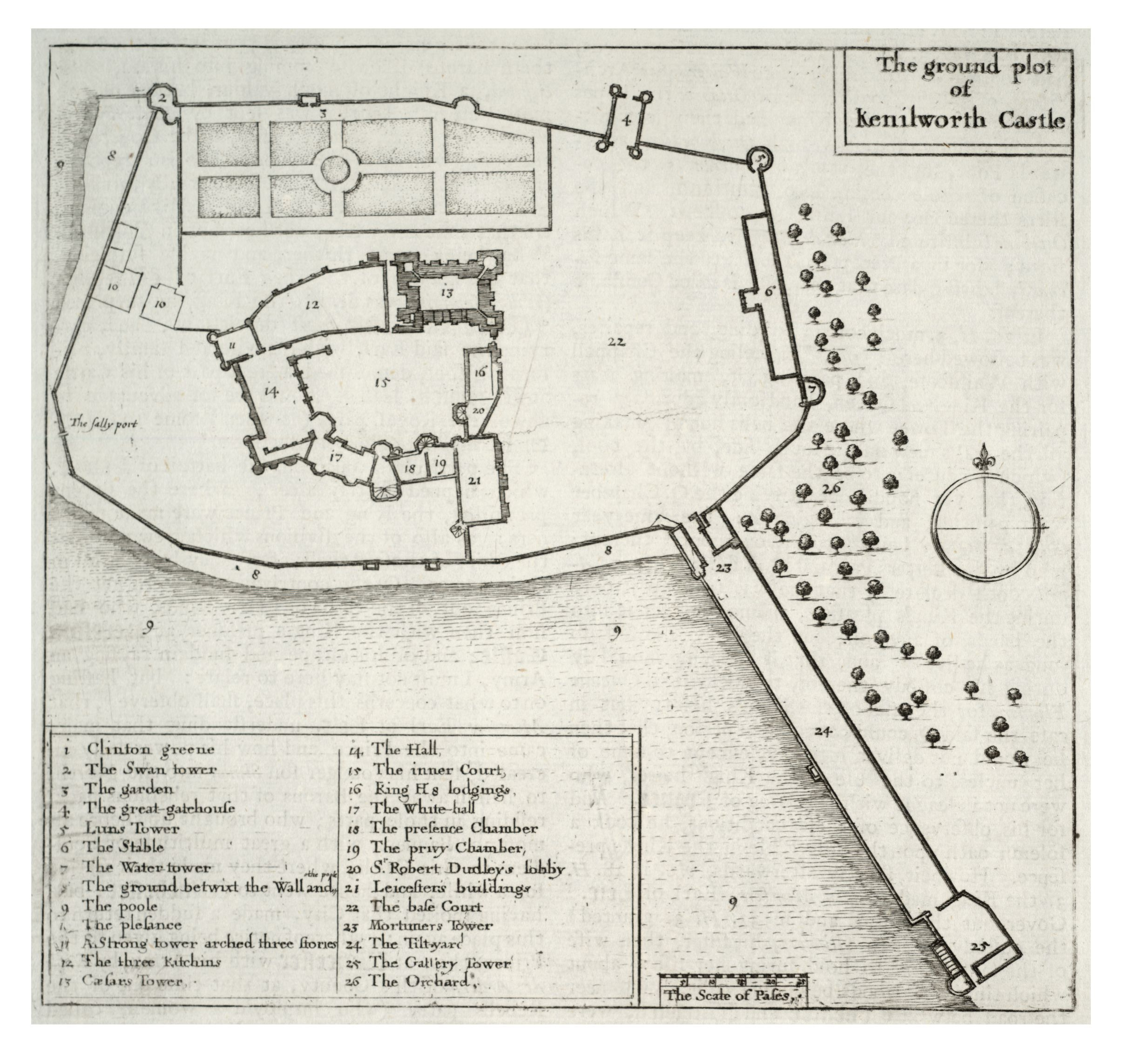
El plano de Wenceslaus Hollar de 1649 del Castillo de Kenilworth.

Aunque ahora está en ruinas debido al desmantelamiento parcial del castillo por las fuerzas parlamentarias en 1649 para evitar que se usara como fortaleza militar tras la guerra civil inglesa, Kenilworth ilustra cinco siglos de arquitectura militar y civil inglesa. El castillo está construido casi enteramente con arenisca roja nueva local.

### Entrada y muralla del patio exterior
Al sureste del castillo principal se encuentran los Brays, una corrupción de la palabra francesa braie, que significa una fortificación externa con empalizadas. Solo quedan terraplenes y fragmentos de mampostería de lo que fue una extensa estructura de barbacana del siglo XIII que incluía una muralla de piedra y una torre de entrada externa que protegía el acceso principal al castillo. Esta área ahora forma parte del estacionamiento del castillo.
Más allá de los Brays están las ruinas de la Torre de la Galería, una segunda torre de entrada remodelada en el siglo XV. La Torre de la Galería originalmente protegía la calzada amurallada, estrecha y de 152 metros (498,7 pies) de largo, que aún se extiende desde los Brays hasta el castillo principal. Esta calzada, llamada Tiltyard, se usaba para justas o torneos medievales. La calzada Tiltyard actuaba tanto como presa como parte de las defensas de la barbacana. Al este del Tiltyard hay un área baja de terreno pantanoso, originalmente inundado y llamado Lower Pool, y al oeste una zona que una vez se llamó Gran Mere. El Gran Mere ha sido drenado y cultivado como un prado, pero originalmente era un gran lago que cubría alrededor de 40 ha, represado por la calzada Tiltyard.
El patio exterior del Castillo de Kenilworth generalmente se ingresa a través de la Torre de Mortimer, hoy una ruina modesta pero originalmente una torre de entrada normanda de piedra, ampliada en los siglos XIII y XVI. La muralla del patio exterior, larga y relativamente baja, fue construida principalmente por Juan I; tiene numerosos contrafuertes pero solo unas pocas torres, diseñada para ser defendida principalmente por el sistema acuático del Gran Mere y el Lower Pool. El lado norte de la muralla del patio exterior fue casi completamente destruido durante el desmantelamiento. Avanzando en el sentido de las agujas del reloj desde la Torre de Mortimer, las defensas incluyen una puerta acuática orientada al oeste, que originalmente conducía al Gran Mere; la Puerta del Rey, una adición agrícola de finales del siglo XVII; la Torre del Cisne, una torre de finales del siglo XIII con añadidos del siglo XVI, nombrada por los cisnes que vivían en el Gran Mere; la Torre de Lunn, de principios del siglo XIII; y la Torre del Agua, del siglo XIV, así llamada porque dominaba el Lower Pool.

### Patio interior
El patio interior de Kenilworth consta de varios edificios adosados a una muralla de patio, originalmente de origen normando. Aprovecha el valor defensivo de un montículo natural que se eleva abruptamente desde el área circundante. La torre principal del siglo XII ocupa el montículo mismo y forma la esquina noreste del patio. Destruida durante el desmantelamiento, la gran torre destaca por sus enormes torrecillas angulares, esencialmente contrafuertes de pilastras normandas enormemente exageradas. Sus muros tienen 5 metros (16,4 pies) de grosor, y las torres 30 metros (98,4 pies) de altura. Aunque la torre principal de Kenilworth es más grande, es similar a la del Castillo de Brandon cerca de Coventry; ambas fueron construidas por la familia local Clinton en la década de 1120. La torre puede denominarse una torre de sala, ya que es más larga que ancha. El piso inferior está relleno de tierra, posiblemente tomada del motte anterior que pudo haber estado presente en el sitio, y está protegido además por un zócalo de piedra inclinado alrededor de la base. Las altas ventanas Tudor en la parte superior de la torre datan de la década de 1570.
Gran parte de la parte norte del patio interior fue construida por Juan de Gante, hijo del rey Eduardo III, entre 1372 y 1380. Esta parte del castillo es considerada por el historiador Anthony Emery como «el ejemplo más destacado de un palacio semirreal de la Baja Edad Media, significativo por su escala, forma y calidad de la mano de obra». El estilo arquitectónico de Gante enfatizaba el diseño rectangular, la separación de las áreas de servicio de la planta baja de los pisos superiores y un contraste de exteriores austeros con interiores lujosos, especialmente en el primer piso de los edificios del patio interior. El resultado se considera «un ejemplo temprano del estilo perpendicular».

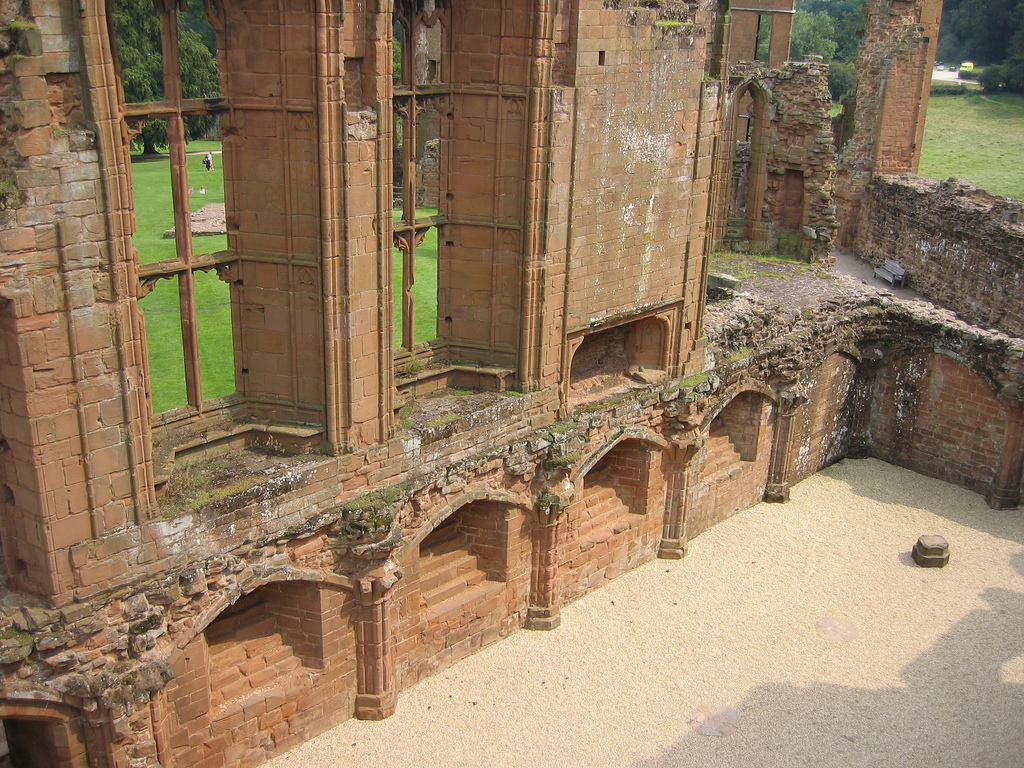
El gran salón de Juan de Gante, mostrando las líneas verticales características del estilo perpendicular.

El edificio más significativo de Gante es su gran salón. El gran salón reemplazó una secuencia anterior de grandes salones en el mismo sitio y estuvo fuertemente influenciado por el diseño de Eduardo III en el Castillo de Windsor. El salón consta de una «secuencia ceremonial de habitaciones», a la que se accedía por una escalera particularmente grandiosa, ahora perdida. Desde el gran salón, los visitantes podían mirar a través de enormes ventanas para admirar el Gran Mere o el patio interior. El sótano del salón, usado por el personal de servicio, estaba iluminado con rendijas, similar al diseño en el contemporáneo Mansión Wingfield. El tejado fue construido en 1376 por William Wintringham, produciendo el salón más ancho, sin soporte de pilares, existente en Inglaterra en ese momento. Hay cierto debate entre los historiadores sobre si este tejado era un diseño de cercha gótica, un diseño de collar y armadura , o una combinación de ambos.
Se intentó una simetría temprana en la apariencia externa del gran salón, las Torres Fuerte y Saintlowe actúan arquitectónicamente como «alas» casi simétricas al salón mismo, mientras que el zócalo del salón está diseñado para reflejar el de la torre principal opuesta. Una torre inusual de múltiples lados, la Oriel, proporciona un contrapunto a la puerta principal del salón y estaba destinada al entretenimiento privado de Gante lejos de las festividades principales en ocasiones importantes. La torre Oriel está basada en la torre «La Rose» de Eduardo III en Windsor, que tenía una función similar. La Torre Fuerte de Gante lleva ese nombre por estar completamente abovedada en piedra en todos sus pisos, un diseño inusual y robusto. El gran salón influyó en el diseño de los castillos de Bolton y Raby. El diseño del tejado del salón era independientemente famoso y fue copiado en el Castillo de Arundel y el Salón de Westminster.

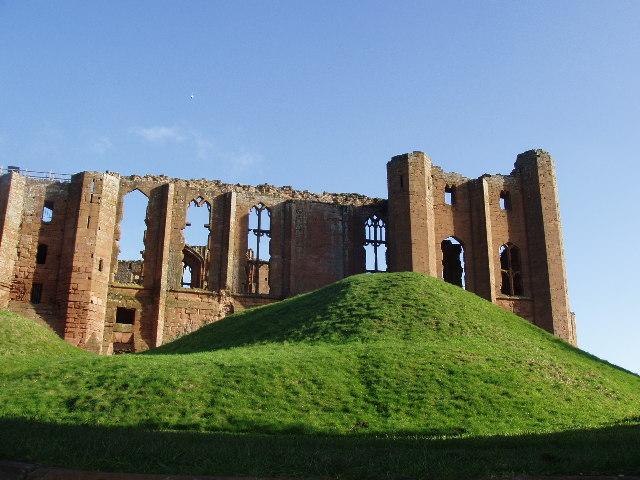
La simetría arquitectónica de la Torre Fuerte a la izquierda, el gran salón y la Torre Saintlowe a la derecha, vista desde el patio de la izquierda.

Otras partes del castillo construidas por Gante incluyen la gama sur de apartamentos estatales, la Torre de Gante y la cocina principal. Aunque ahora están extensamente dañadas, estas comparten el mismo estilo que el gran salón; esto habría unificado la apariencia del palacio de Gante en una ruptura distinta con la tradición medieval más ecléctica del diseño. La cocina de Gante reemplazó las cocinas originales del siglo XII, construidas junto a la torre principal de manera similar al arreglo en el Castillo de Conisbrough. La nueva cocina de Gante era el doble del tamaño de la de castillos equivalentes, midiendo 19 por 8 metros (62,3 por 26,2 pies).
El resto del patio interior fue construido por Robert Dudley, conde de Leicester, en la década de 1570. Construyó una torre ahora conocida como el edificio de Leicester en el borde sur del patio como un ala para invitados, extendiéndose más allá de la muralla del patio interior para obtener espacio adicional. El edificio de Leicester tenía cuatro pisos de altura y estaba construido en un estilo Tudor contemporáneo de moda con «muros frágiles, delgados y rejillas de ventanas». El edificio estaba destinado a parecer bien proporcionado junto a la antigua torre principal, una de las razones de su considerable altura. El edificio de Leicester estableció el estilo para el diseño posterior de casas de campo isabelinas, especialmente en las Midlands, con Hardwick Hall siendo un ejemplo clásico. Las plataformas de observación modernas, instaladas en 2014, ofrecen vistas desde el antiguo dormitorio de Isabel I.
Leicester también construyó una logia, o galería abierta, junto a la torre principal para conducir a los nuevos jardines formales. La loggia estaba diseñada para enmarcar elegantemente la vista mientras el observador admiraba lentamente los jardines, y era un diseño nuevo en el siglo XVI, recién importado de Italia.

### Patios base, izquierdo y derecho

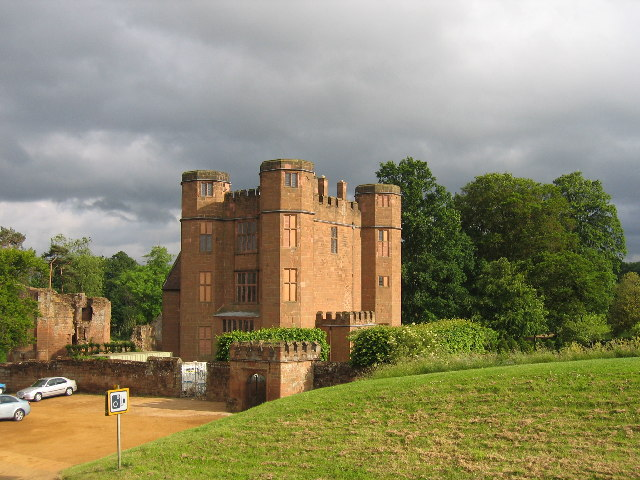
La puerta de entrada de Leicester, construida por Robert Dudley en un estilo deliberadamente anacrónico

El resto del interior del Castillo de Kenilworth está dividido en tres áreas: el patio base, que se extiende entre la Torre de Mortimer y la puerta de entrada de Leicester; el patio izquierdo, que se extiende al suroeste alrededor del exterior del patio interior; y el patio derecho, al noroeste del patio interior. La línea de árboles que atraviesa el patio base hoy es una adición relativamente moderna de mediados del siglo XIX, y originalmente este patio habría sido más abierto, salvo por la capilla colegiata que una vez estuvo frente a los establos. Destruida en 1524, solo quedan los cimientos de la capilla. Cada uno de los patios estaba diseñado para usarse con diferentes propósitos, el patio base se consideraba un área relativamente pública, mientras que los patios izquierdo y derecho se usaban para ocasiones más privadas.
La puerta de entrada de Leicester fue construida en el lado norte del patio base, reemplazando una puerta de entrada más antigua para proporcionar una entrada de moda desde la dirección de Coventry. El diseño externo, con sus torres simbólicas y, originalmente, almenas, evoca un estilo popular un siglo o más antes, asemejándose mucho al Castillo de Kirby Muxloe y la puerta de entrada de Beauchamp en el Castillo de Warwick. Por el contrario, el interior, con su revestimiento de madera contemporáneo, está en el mismo estilo isabelino muy contemporáneo del edificio de Leicester en el patio interior. La puerta de entrada de Leicester es una de las pocas partes del castillo que permanece intacta. Los establos construidos por John Dudley en la década de 1550 también sobreviven y se encuentran a lo largo del lado este del patio base. El bloque de establos es un edificio grande construido mayormente en piedra, pero con un primer piso con estructura de madera, decorado con paneles en un estilo vernáculo anacrónico. Ambos edificios podrían haber sido fácilmente vistos desde el edificio de Leicester y, por lo tanto, estaban en exhibición permanente para los visitantes. La intención de Leicester pudo haber sido crear una vista deliberadamente anacrónica a través del patio base, evocando los ideales más antiguos de la caballería y el romanticismo junto con los aspectos más modernos de la remodelación del castillo.

### Jardín y paisaje

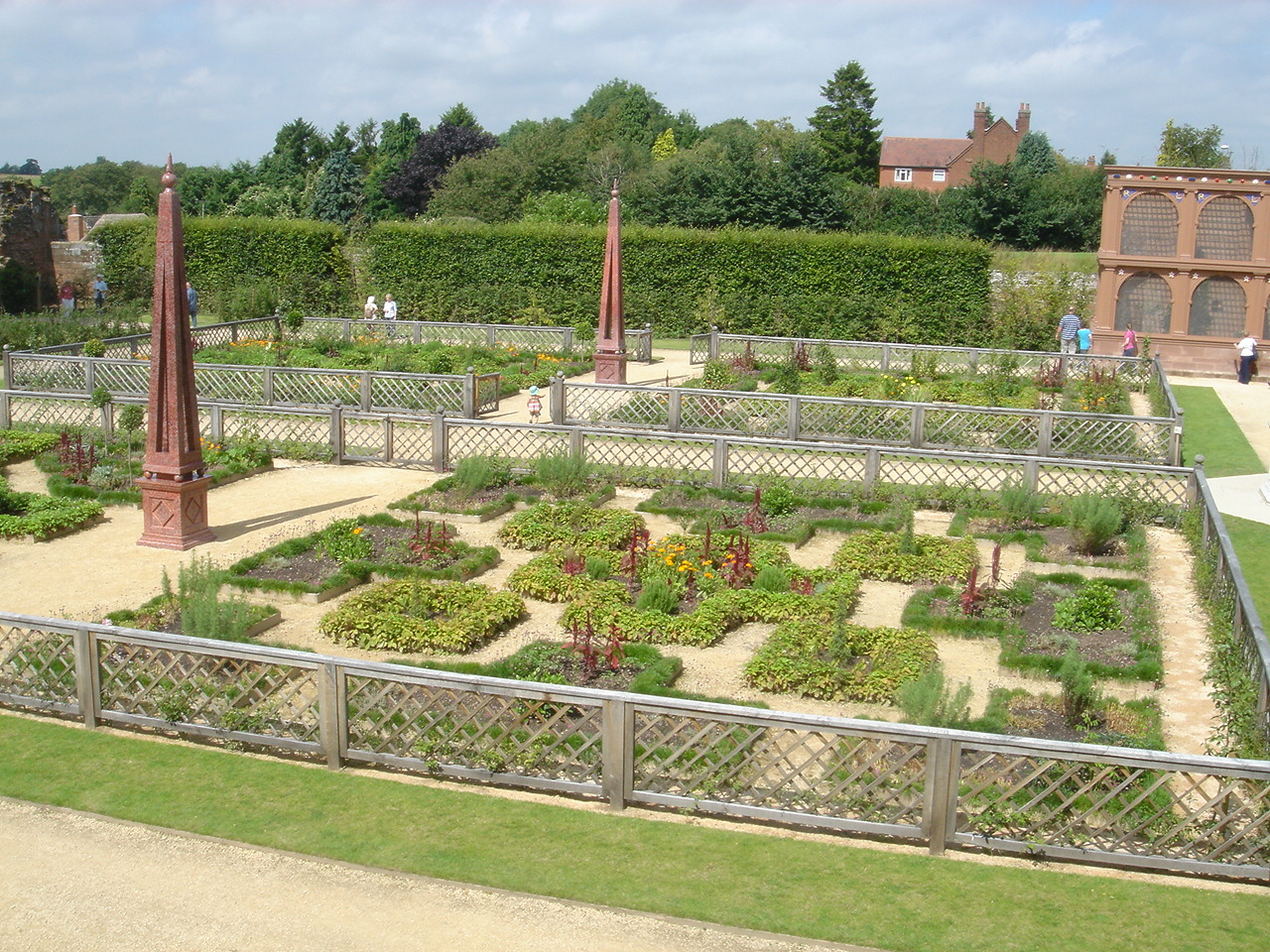
Los jardines de nudos isabelinos restaurados, diseñados para reproducir la apariencia de los jardines en 1575.

Gran parte del patio derecho del Castillo de Kenilworth está ocupada por el jardín del castillo. Durante la mayor parte de la historia de Kenilworth, el papel del jardín del castillo, usado para el entretenimiento, habría sido muy distinto al del coto circundante, usado principalmente para la caza. Desde el siglo XVI en adelante, había jardines de nudos elaborados en el patio base. Los jardines actuales están diseñados para reproducir lo más fielmente posible el registro histórico de su apariencia original en 1575, con una terraza empinada a lo largo del lado sur de los jardines y escalones que conducen a ocho jardines de nudos cuadrados. En los jardines isabelinos, «las plantas eran casi incidentales», y en cambio, el enfoque del diseño estaba en esculturas, incluyendo cuatro obeliscos de madera pintados para parecer porfirio y una fuente de mármol con una estatua de dos figuras mitológicas griegas. Un aviario de madera contiene una variedad de aves. El jardín original estuvo fuertemente influenciado por el jardín renacentista italiano en Villa d'Este.
Al noroeste del castillo hay terraplenes que marcan el lugar del «Pleasance», creado en 1414 por Enrique V. El Pleasance era una casa de banquetes construida al estilo de un castillo en miniatura. Rodeado por dos fosos en forma de diamante con su propio muelle, el Pleasance estaba posicionado al otro lado del Gran Mere y debía alcanzarse en bote. Se parecía al refugio de Ricardo II en Sheen de la década de 1380, y fue posteriormente copiado por su hermano menor, el duque Humphrey de Gloucester, en Greenwich en la década de 1430, así como por su hijo, Juan de Lancaster en Fulbrook. El Pleasance fue finalmente desmantelado por Enrique VIII y parcialmente trasladado al patio izquierdo dentro del castillo mismo, posiblemente para añadir al aspecto anacrónico. Estos elementos fueron finalmente destruidos en la década de 1650.

## Historia

### SigloXII
El Castillo de Kenilworth fue fundado a principios de la década de 1120 por Geoffrey de Clinton, Lord Chamberlain y tesorero de Enrique I. La forma original del castillo es incierta. Se ha sugerido que consistía en una mota, un montículo de tierra coronado por edificios de madera; sin embargo, la torre principal de piedra pudo haber sido parte del diseño original. Clinton era un rival local de Roger de Beaumont, el conde de Warwick y propietario del vecino Castillo de Warwick, y el rey nombró a Clinton sheriff en Warwickshire para contrarrestar el poder de Beaumont. Parece que Clinton comenzó a perder el favor del rey cuando en 1130 fue juzgado por traición, aunque pronto fue absuelto, y cuando murió en 1133, su hijo, también llamado Geoffrey, era solo un menor cuando heredó las propiedades de su padre. Estas incluían las fincas familiares en Stewkley y Aston Clinton en Buckinghamshire. Geoffrey II construyó la iglesia de San Miguel y Todos los Ángeles en Stewkley en 1150, considerada una de las iglesias normandas originales mejor conservadas en Inglaterra. Las disputas con Beaumont continuaron con Geoffrey II y su tío William de Clinton, hasta que Geoffrey se vio obligado a llegar a un acuerdo con Beaumont y la disputa se resolvió finalmente cuando se casó con la hija de Beaumont, Agnes. Estas disputas y los difíciles años de la Anarquía (1135–54), retrasaron cualquier desarrollo adicional del castillo en Kenilworth.
Enrique II sucedió al trono al final de la Anarquía, pero durante la rebelión de 1173-74 enfrentó un levantamiento significativo liderado por su hijo, Enrique, respaldado por la corona francesa. El conflicto se extendió por Inglaterra y Kenilworth fue guarnecido por las fuerzas de Enrique II; Geoffrey II de Clinton murió en este período y el castillo fue tomado completamente en posesión real, una señal de su importancia militar. Los de Clinton para entonces se habían mudado a sus propiedades en Buckinghamshire. En este punto, el Castillo de Kenilworth consistía en la torre principal, la muralla del patio interior, una calzada básica a través del lago más pequeño que precedió a la creación del Gran Mere, y el coto local para la caza.

### SigloXIII
El sucesor de Enrique, Ricardo I, prestó relativamente poca atención a Kenilworth, pero bajo el rey Juan I se reanudó la construcción significativa en el castillo. Cuando Juan fue excomulgado en 1208, emprendió un programa de reconstrucción y mejora de varios castillos reales importantes. Estos incluyeron Corfe, Odiham, Dover, Scarborough así como Kenilworth. Juan gastó £1,115 en el Castillo de Kenilworth entre 1210 y 1216, construyendo la muralla del patio exterior en piedra y mejorando las otras defensas, incluyendo la creación de las Torres de Mortimer y Lunn. También mejoró significativamente las defensas acuáticas del castillo al represar los arroyos Finham e Inchford, creando el Gran Mere. El resultado fue convertir a Kenilworth en uno de los castillos ingleses más grandes de la época, con una de las mayores defensas lacustres artificiales en Inglaterra. Debido a que Juan invirtió tantos recursos en la construcción del castillo y lo consideraba un castillo estratégico importante, nombró caballeros domésticos como Robert of Ropsley para actuar como castellanos. Juan se vio obligado a ceder el castillo a la oposición baronial como parte de la garantía de la Magna Carta, antes de que revirtiera al control real temprano en el reinado de su hijo, Enrique III.

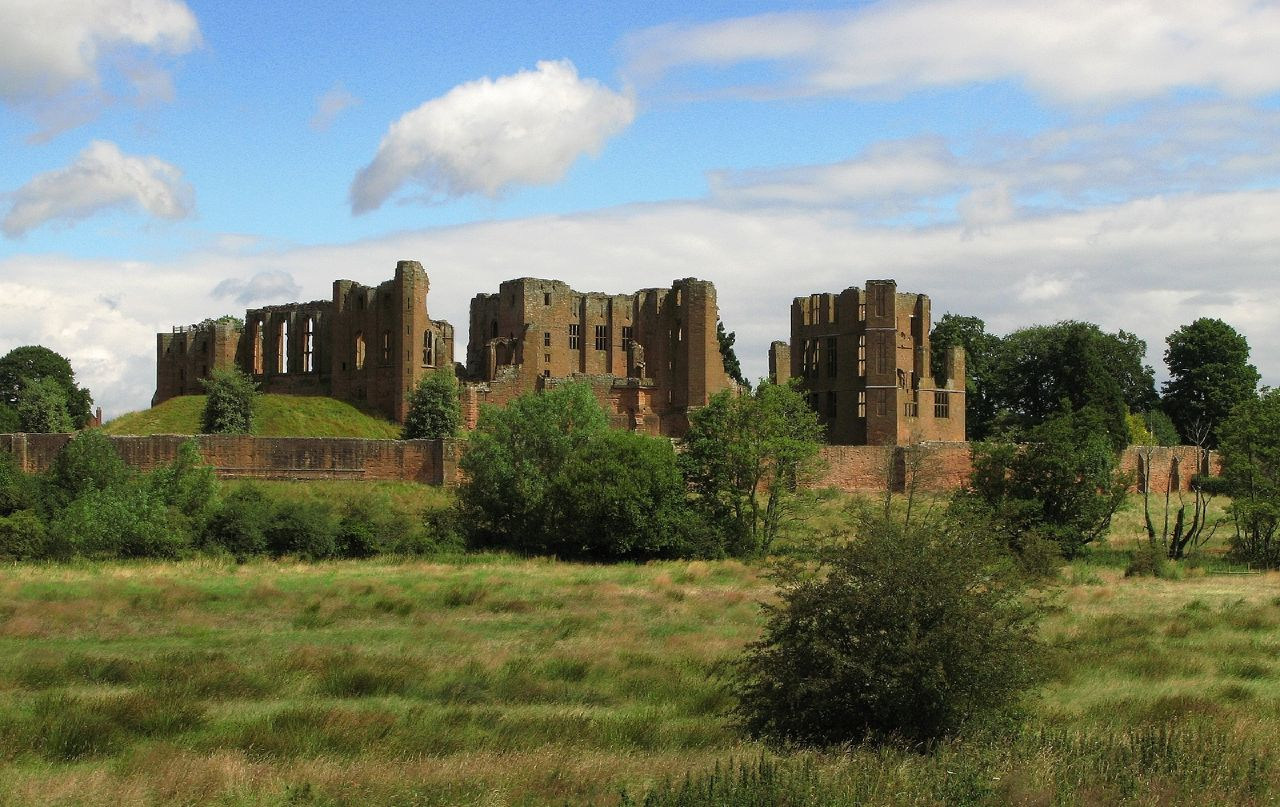
Castillo de Kenilworth visto desde el oeste; para el siglo XIII, el primer plano habría estado ocupado por las defensas acuáticas del Gran Mere.

Enrique III otorgó Kenilworth en 1244 a Simon de Montfort, conde de Leicester, quien más tarde se convirtió en líder en la segunda guerra de los Barones (1263–67) contra el rey, utilizando Kenilworth como el centro de sus operaciones. Inicialmente, el conflicto fue mal para el rey Enrique, y después de la Batalla de Lewes en 1264 se vio obligado a firmar el Mise de Lewes, bajo el cual su hijo, Príncipe Eduardo, fue entregado a los rebeldes como rehén. Eduardo fue llevado de vuelta a Kenilworth, donde los cronistas consideraron que fue retenido en condiciones indebidamente duras. Liberado a principios de 1265, Eduardo luego derrotó a Montfort en la batalla de Evesham; los rebeldes sobrevivientes bajo el liderazgo de Henry de Hastings, condestable de Montfort en Kenilworth, se reagruparon en el castillo la primavera siguiente. Las fuerzas de Eduardo procedieron a sitiar a los rebeldes.
El asedio de Kenilworth en 1266 fue «probablemente el más largo en la historia inglesa» según el historiador Norman Pounds, y en ese momento también fue el asedio más grande que había ocurrido en Inglaterra en términos del número de soldados involucrados. El hijo de Simon de Montfort, Simon de Montfort el Joven, prometió en enero de 1266 entregar el castillo al rey. Cinco meses después, esto no había sucedido, y Enrique III puso sitio al Castillo de Kenilworth el 21 de junio. Protegido por las extensas defensas acuáticas, el castillo resistió el ataque, a pesar de que Eduardo apuntó a la muralla norte más débil, empleando enormes torres de asedio e incluso intentando un ataque nocturno usando barcazas traídas desde Chester. La distancia entre los trabucos reales y las murallas redujo severamente su efectividad, y hubo que enviar por trabucos más pesados desde Londres. La intervención papal a través del legado Ottobuono resultó finalmente en el compromiso del Dictum de Kenilworth, bajo el cual se permitió a los rebeldes recomprar sus tierras confiscadas siempre que entregaran el castillo; el asedio terminó el 14 de diciembre de 1266. Las defensas acuáticas en Kenilworth influyeron en la construcción de castillos posteriores en Gales, notablemente el Castillo de Caerphilly.
Enrique otorgó Kenilworth a su hijo, Edmund Crouchback, en 1267. Edmund celebró muchos torneos en Kenilworth a finales del siglo XIII, incluyendo un gran evento en 1279, presidido por el favorito real Roger de Mortimer, en el que cien caballeros compitieron durante tres días en el tiltyard en un evento llamado «Mesa Redonda», en imitación de las populares leyendas artúricas.

### SigloXIV

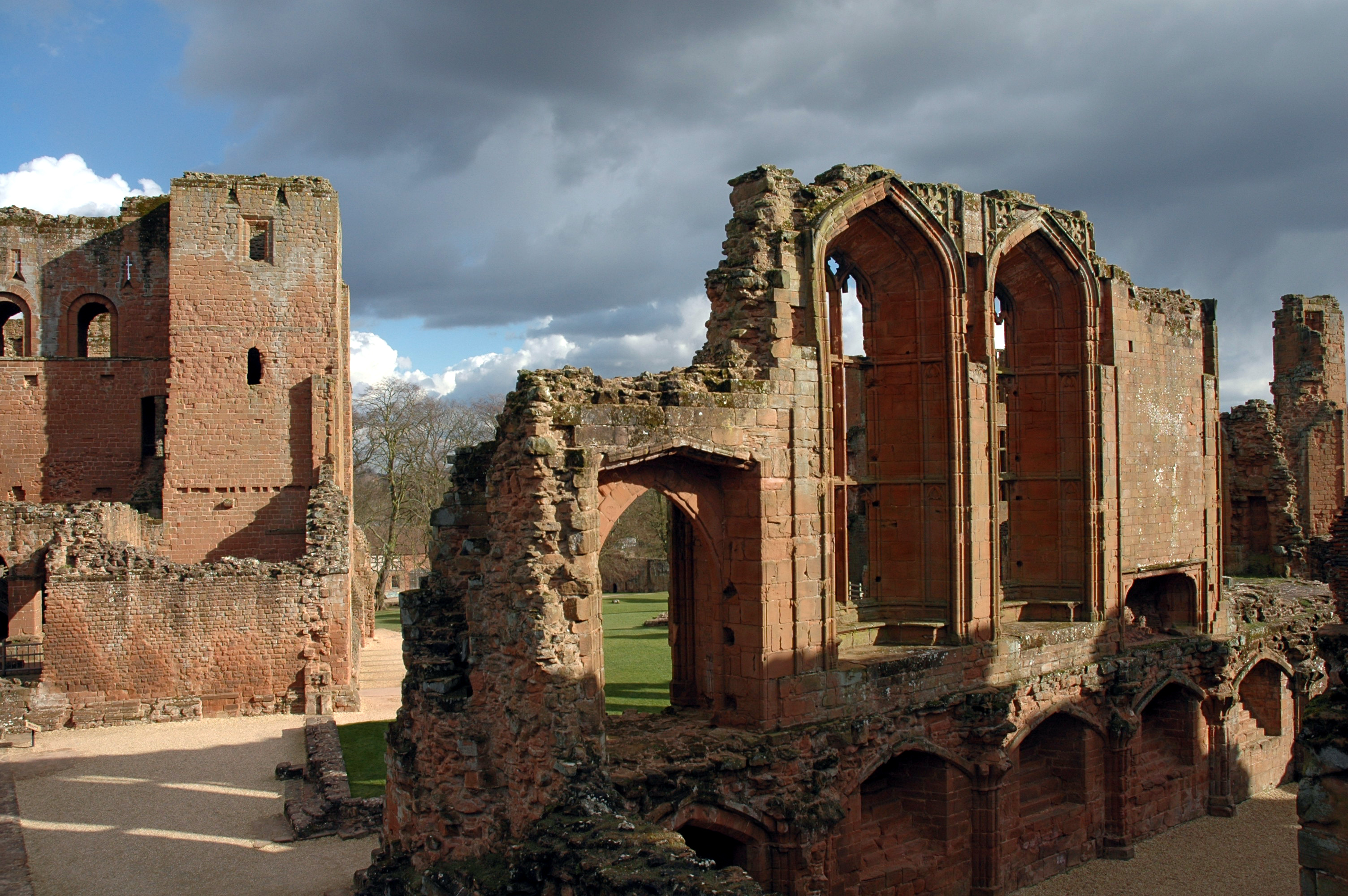
La torre principal (izquierda) y el gran salón de Juan de Gante (derecha).

Edmund Crouchback pasó el castillo a su hijo mayor, Tomás, conde de Lancaster, en 1298. Lancaster se casó con Alice de Lacy, lo que lo convirtió en el noble más rico de Inglaterra. Kenilworth se convirtió en el castillo principal de las propiedades de Lancaster, reemplazando al Castillo de Bolingbroke, y actuó como un centro social y financiero para Tomás. Tomás construyó el primer gran salón en el castillo entre 1314 y 1317 y construyó la Torre del Agua a lo largo del patio exterior, además de aumentar el tamaño del coto. Lancaster, con el apoyo de muchos otros barones ingleses, se encontró en creciente oposición a Eduardo II. La guerra estalló en 1322, y Lancaster fue capturado en la batalla de Boroughbridge y ejecutado. Sus propiedades, incluyendo Kenilworth, fueron confiscadas por la corona. Eduardo y su esposa, Isabel de Francia, pasaron la Navidad de 1323 en Kenilworth, en medio de grandes celebraciones.
En 1326, sin embargo, Eduardo fue depuesto por una alianza de Isabel y su amante, Roger Mortimer. Eduardo fue eventualmente capturado por las fuerzas de Isabel y la custodia del rey fue asignada a Enrique, conde de Lancaster, quien había respaldado la invasión de Isabel. Enrique, reocupando la mayoría de las tierras de Lancaster, fue nombrado condestable de Kenilworth y Eduardo fue trasladado allí a finales de 1326; el título legal de Enrique sobre el castillo fue finalmente confirmado al año siguiente. Kenilworth fue elegido para este propósito por Isabel probablemente tanto por ser una fortificación importante, como por el simbolismo de los antiguos propietarios vinculados a ideales populares de libertad y buen gobierno. Los edictos reales fueron emitidos en nombre de Eduardo por Isabel desde Kenilworth hasta el año siguiente. Una delegación de barones principales liderada por el obispo Orleton fue enviada a Kenilworth para primero persuadir a Eduardo de renunciar y, cuando eso falló, para informarle que había sido depuesto como rey. Eduardo renunció formalmente como rey en el gran salón del castillo el 21 de enero de 1327. A medida que pasaban los meses, sin embargo, quedó claro que Kenilworth no era una ubicación ideal para encarcelar a Eduardo. El castillo estaba en una parte prominente de las Midlands, en un área que albergaba a varios nobles que aún apoyaban a Eduardo y se creía que intentaban rescatarlo. La lealtad de Enrique también estaba siendo cuestionada. En su debido momento, Isabel y Mortimer trasladaron a Eduardo de noche al Castillo de Berkeley, donde murió poco después. Isabel continuó usando Kenilworth como un castillo real hasta su caída del poder en 1330.
Enrique de Grosmont, duque de Lancaster, heredó el castillo de su padre en 1345 y remodeló el gran salón con un interior y tejado más grandiosos. A su muerte, Blanca de Lancaster heredó el castillo. Blanca se casó con Juan de Gante, el tercer hijo de Eduardo III; su unión, y los recursos combinados, hicieron de Juan el segundo hombre más rico de Inglaterra después del rey mismo. Después de la muerte de Blanca, Juan se casó con Constanza, quien tenía un reclamo al Reino de Castilla, y Juan se autoproclamó rey de Castilla y León. Kenilworth fue uno de los más importantes de sus treinta o más castillos en Inglaterra. Juan comenzó a construir en Kenilworth entre 1373 y 1380 en un estilo diseñado para reforzar sus pretensiones reales en Iberia. Juan construyó un gran salón más grandioso, la Torre Fuerte, la Torre Saintlowe, los apartamentos estatales y el nuevo complejo de cocina. Hizo estas renovaciones antes de que su sobrino tomara su posición. Cuando no estaba de campaña en el extranjero, Juan pasaba mucho tiempo en Kenilworth y Castillo de Leicester, y usó Kenilworth aún más después de 1395 cuando su salud comenzó a decaer. En sus últimos años, Juan realizó extensas reparaciones a todo el complejo del castillo.

### SigloXV

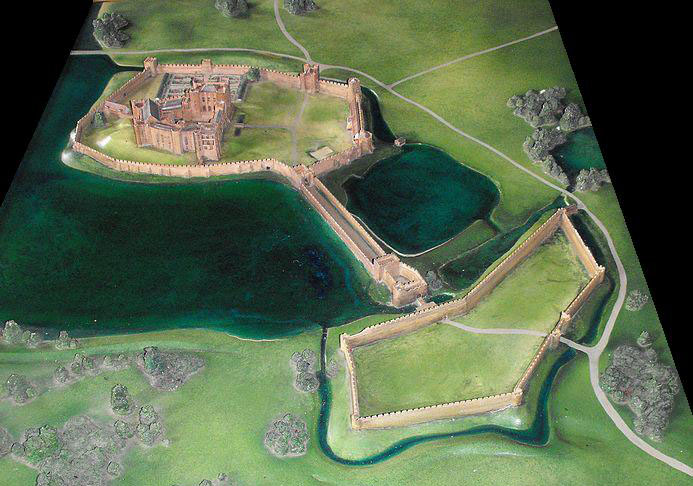
Una reconstrucción del Castillo de Kenilworth, como habría aparecido alrededor de 1575–80.

Muchos castillos, especialmente los castillos reales, fueron dejados en decadencia en el siglo XV; Kenilworth, sin embargo, continuó siendo usado como un centro de elección, formando una «fortaleza palacio» medieval tardía. Enrique IV, hijo de Juan de Gante, devolvió Kenilworth a la propiedad real cuando tomó el trono en 1399 e hizo un uso extensivo del castillo. Enrique V también usó Kenilworth extensivamente, pero prefirió quedarse en el Pleasance, el castillo simulado que había construido al otro lado del Gran Mere. Según el cronista contemporáneo John Strecche, quien vivía en el cercano Priorato de Kenilworth, los franceses se burlaron abiertamente de Enrique en 1414 enviándole un regalo de pelotas de tenis en Kenilworth. El objetivo francés era insinuar una falta de destreza marcial; según Strecche, el regalo impulsó la decisión de Enrique de luchar en la campaña de Azincourt. La cuenta fue utilizada por Shakespeare como base para una escena en su obra Enrique V.
Los castillos ingleses, incluyendo Kenilworth, no jugaron un papel decisivo durante las guerras de las Dos Rosas (1455–85), que se libraron principalmente en forma de batallas campales entre las facciones rivales de los lancastrianos y los yorkistas. Con el colapso mental del rey Enrique VI, la reina Margarita usó las tierras del Ducado de Lancaster en las Midlands, incluyendo Kenilworth, como una de sus principales bases de apoyo militar. Margarita trasladó a Enrique de Londres en 1456 por su propia seguridad y hasta 1461, la corte de Enrique dividió casi todo su tiempo entre Kenilworth, Leicester y Castillo de Tutbury con fines de protección. Kenilworth siguió siendo una fortaleza lancastriana importante durante el resto de la guerra, a menudo actuando como un equilibrio militar al cercano castillo de Warwick. Con la victoria de Enrique VII en la batalla de Bosworth, Kenilworth recibió nuevamente atención real; Enrique visitaba con frecuencia y tenía una cancha de tenis construida en el castillo para su uso. Su hijo, Enrique VIII, decidió que Kenilworth debía mantenerse como un castillo real. Abandonó el Pleasance y trasladó parte de la construcción de madera al patio base del castillo.

### SigloXVI

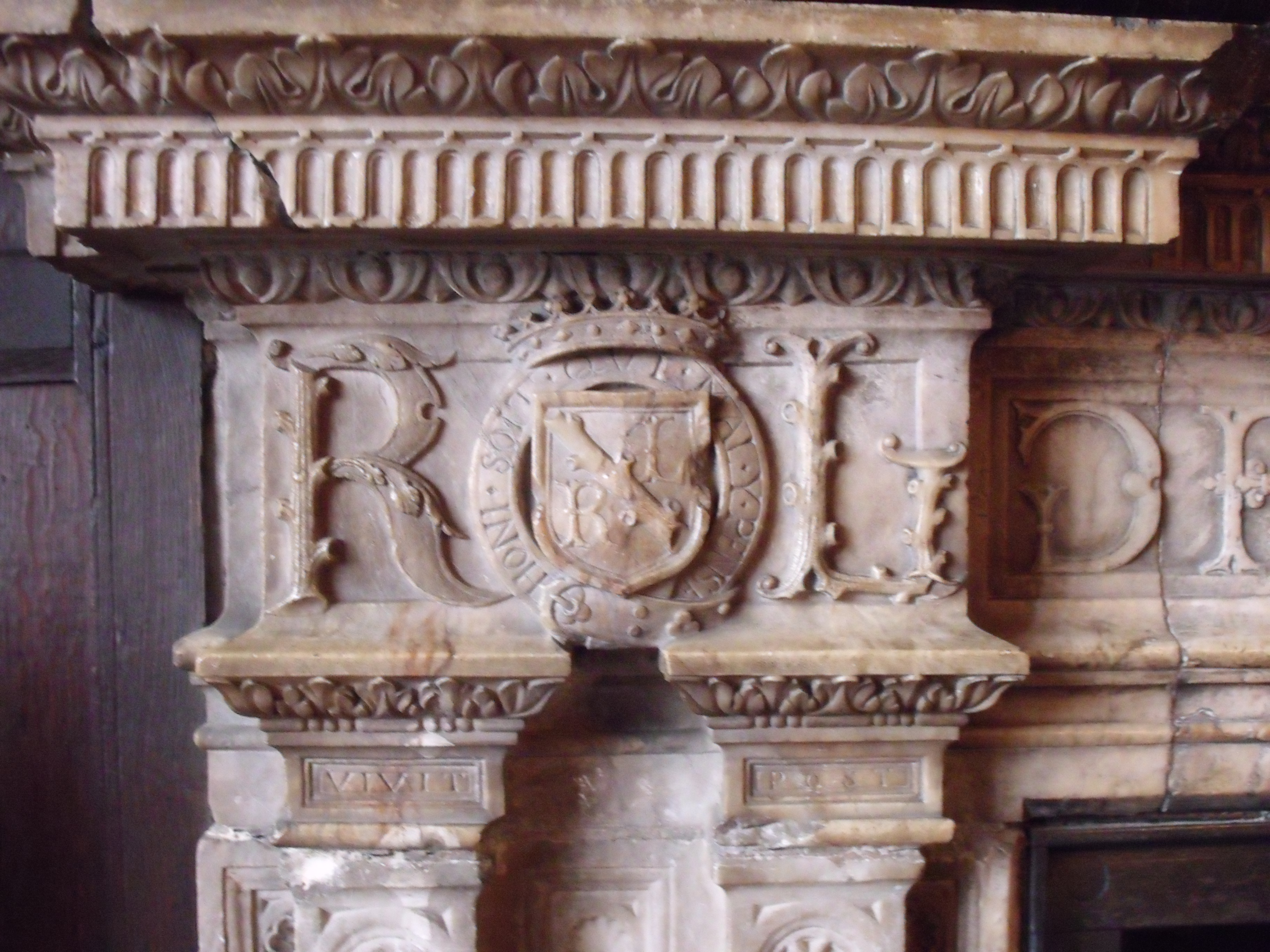
Una chimenea de alabastro en la puerta de entrada de Leicester, con las iniciales de Robert Dudley (R & L por Robert Leicester) y la insignia heráldica del Ragged Staff de los condes de Warwick, circunscrita por la Jarretera.

El castillo permaneció en manos reales hasta que fue entregado a John Dudley en 1553. Dudley llegó a la prominencia bajo Enrique VIII y se convirtió en la figura política principal bajo Eduardo VI. Dudley fue un patrón de John Shute, un early exponente de la arquitectura clásica en Inglaterra, y comenzó el proceso de modernización de Kenilworth. Antes de su ejecución en 1553 por la reina María por intentar colocar a Lady Jane Grey en el trono, Dudley había construido el nuevo bloque de establos y ampliado el tiltyard a su forma actual.
Kenilworth fue restaurado al hijo de Dudley, Robert, conde de Leicester, en 1563, cuatro años después de la sucesión de Isabel I al trono. Las tierras de Leicester en Warwickshire valían entre £500–£700, pero el poder y la riqueza de Leicester, incluyendo monopolios y concesiones de nuevas tierras, dependían en última instancia de permanecer como favorito de la reina.
Leicester continuó la modernización de su padre de Kenilworth, intentando asegurar que Kenilworth atrajera el interés de Isabel durante sus giras regulares por el país. Isabel visitó en 1566 y 1568, momento en el que Leicester había encargado al arquitecto real Henry Hawthorne para producir planes para una extensión dramática y clásica del lado sur del patio interior. Sin embargo, esto resultó inalcanzable, y en cambio Leicester empleó a William Spicer para reconstruir y ampliar el castillo para proporcionar alojamiento moderno para la corte real y reforzar simbólicamente sus propias pretensiones de herencia noble. Tras la negociación con sus inquilinos, Leicester también aumentó el tamaño del coto una vez más. El resultado ha sido denominado un «palacio renacentista» inglés.
Isabel vio los resultados parcialmente terminados en Kenilworth en 1572, pero el efecto completo del trabajo de Leicester fue evidente solo durante la última visita de la reina en 1575. Leicester estaba ansioso por impresionar a Isabel en un último intento por convencerla de casarse con él, y no se escatimó en gastos. Isabel trajo un séquito de treinta y un barones y cuatrocientos empleados para la visita real que duró unos excepcionales diecinueve días; veinte jinetes al día llegaban al castillo para comunicar mensajes reales. Leicester entretuvo a la reina y a gran parte de la región vecina con desfiles, fuegos artificiales, caza de osos, juego de misterio, caza y banquetes lujosos. Se decía que el costo ascendía a muchos miles de libras, casi llevando a Leicester a la bancarrota, aunque probablemente no excedió las £1700 en realidad. El evento fue considerado un gran éxito y formó la estancia más larga en una propiedad de este tipo durante cualquiera de las giras de Isabel, sin embargo, la reina no decidió casarse con Leicester.
Un inventario de los muebles del castillo en 1583, incluyendo pinturas y tapices, abarca 50 páginas. Se compraron ocho tapices a Margaret Douglas, condesa de Lennox con temas que incluían Josías, Demofonte y Aquiles, y la Historia de Noé. El Castillo de Kenilworth fue valorado en £10,401 en 1588, cuando Leicester murió sin descendencia legítima y muy endeudado. De acuerdo con su testamento, el castillo pasó primero a su hermano Ambrose, conde de Warwick, y tras la muerte de este en 1590, a su hijo ilegítimo, Sir Robert Dudley.

### SigloXVII

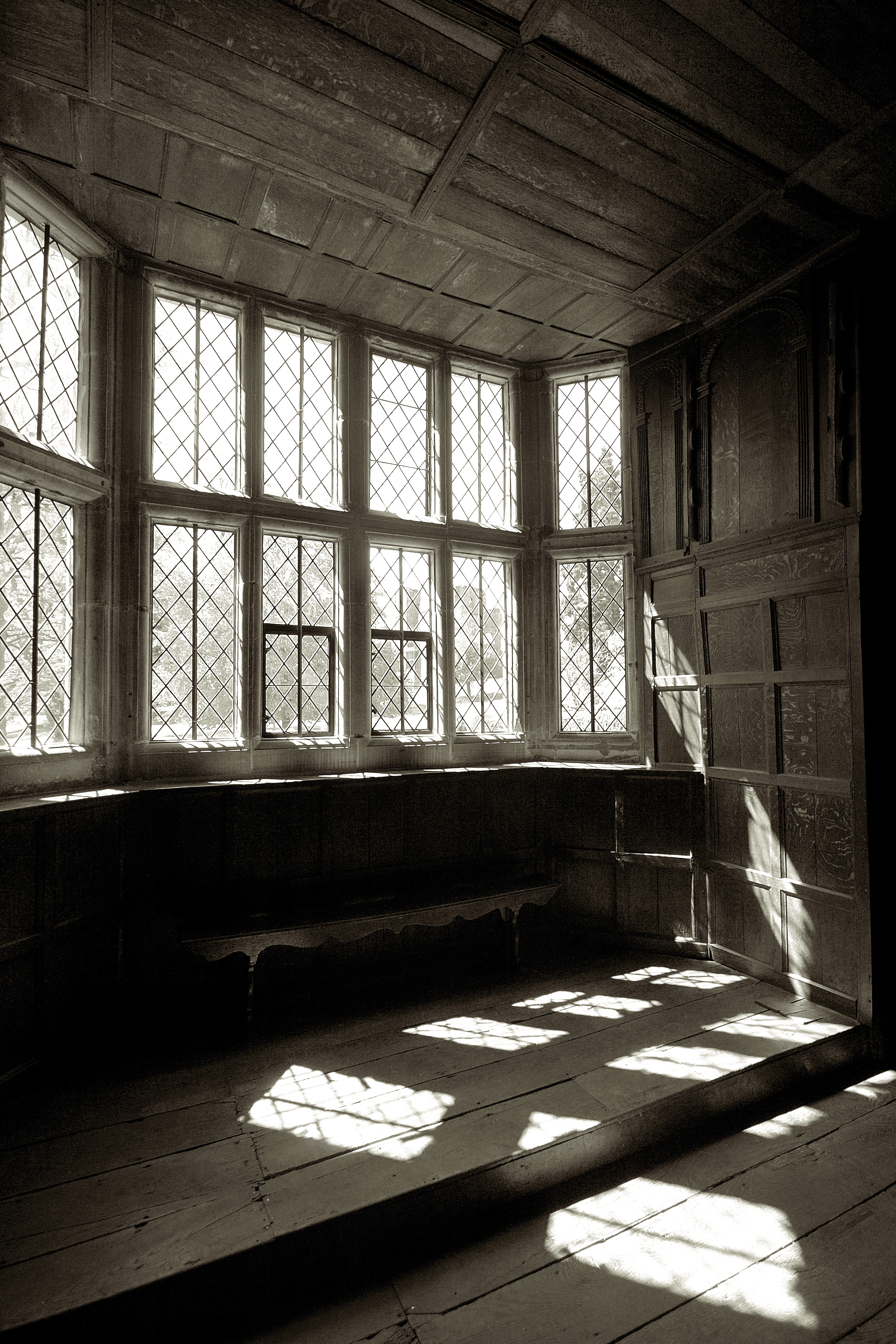
El interior de la puerta de entrada de Leicester, convertida en una casa doméstica por el coronel Hawkesworth tras la guerra civil inglesa.

Sir Robert Dudley, tras intentar y fallar en establecer su legitimidad ante la Corte de la Cámara Estrellada, se fue a Italia en 1605. En el mismo año, Sir Thomas Chaloner, gobernador (y desde 1610 chambelán) del hijo mayor de Jacobo I, Príncipe Enrique, fue comisionado para supervisar las reparaciones del castillo y sus terrenos, incluyendo la plantación de jardines, la restauración de estanques de peces y mejoras al parque de caza. Durante 1611–12, Dudley arregló vender el Castillo de Kenilworth a Enrique, por entonces Príncipe de Gales. Enrique murió antes de completar la compra total, que fue finalizada por su hermano, Carlos, quien compró el interés de la esposa abandonada de Dudley, Alice Dudley. Cuando Carlos se convirtió en rey, dio el castillo a su esposa, Enriqueta María; otorgó la administración a Robert Carey, conde de Monmouth, y tras su muerte se la dio a los hijos de Carey, Henry y Thomas. Kenilworth siguió siendo una ubicación popular tanto para el rey Jacobo I como para su hijo Carlos, y en consecuencia fue bien mantenido. La visita real más famosa ocurrió en 1624, cuando se representó The Masque of Owls at Kenilworth de Ben Jonson para Carlos.
La primera guerra civil inglesa estalló en 1642. Durante sus primeras campañas, Kenilworth sirvió como un contrapeso útil a la fortaleza parlamentaria de Warwick. Kenilworth fue usado por Carlos en su avance hacia la Edgehill en octubre de 1642 como base para incursiones en fortalezas parlamentarias en las Midlands. Sin embargo, tras la batalla, la guarnición realista fue retirada ante el acercamiento de Lord Brooke, y el castillo fue entonces guarnecido por fuerzas parlamentarias. En abril de 1643, el nuevo gobernador del castillo, Hastings Ingram, fue arrestado como sospechoso de ser un doble agente realista. Para enero de 1645, las fuerzas parlamentarias en Coventry habían fortalecido su control sobre el castillo, y los intentos de las fuerzas realistas para desalojarlos de Warwickshire fallaron. Las preocupaciones de seguridad continuaron después del fin de la Primera Guerra Civil en 1646, y en 1649 el Parlamento ordenó el desmantelamiento de Kenilworth. Una muralla de la torre principal, varias partes del patio exterior y las almenas fueron destruidas, pero no antes de que el edificio fuera inspeccionado por el anticuario William Dugdale, quien publicó sus resultados en 1656.
El coronel Joseph Hawkesworth, responsable de la implementación del desmantelamiento, adquirió la finca para sí mismo y convirtió la puerta de entrada de Leicester en una casa; parte del patio base se convirtió en una granja, y muchos de los edificios restantes fueron despojados de sus materiales. En 1660, Carlos II fue restaurado al trono, y Hawkesworth fue rápidamente desalojado de Kenilworth. La reina madre, Enriqueta María, recuperó brevemente el castillo, con los condes de Monmouth actuando nuevamente como administradores, pero tras su muerte, el rey Carlos II otorgó el castillo a Sir Edward Hyde, a quien más tarde creó Barón Hyde de Hindon y conde de Clarendon. El castillo en ruinas continuó usándose como granja, con la puerta de entrada como vivienda principal; la Puerta del Rey se añadió a la muralla del patio exterior durante este período para el uso de los trabajadores agrícolas.

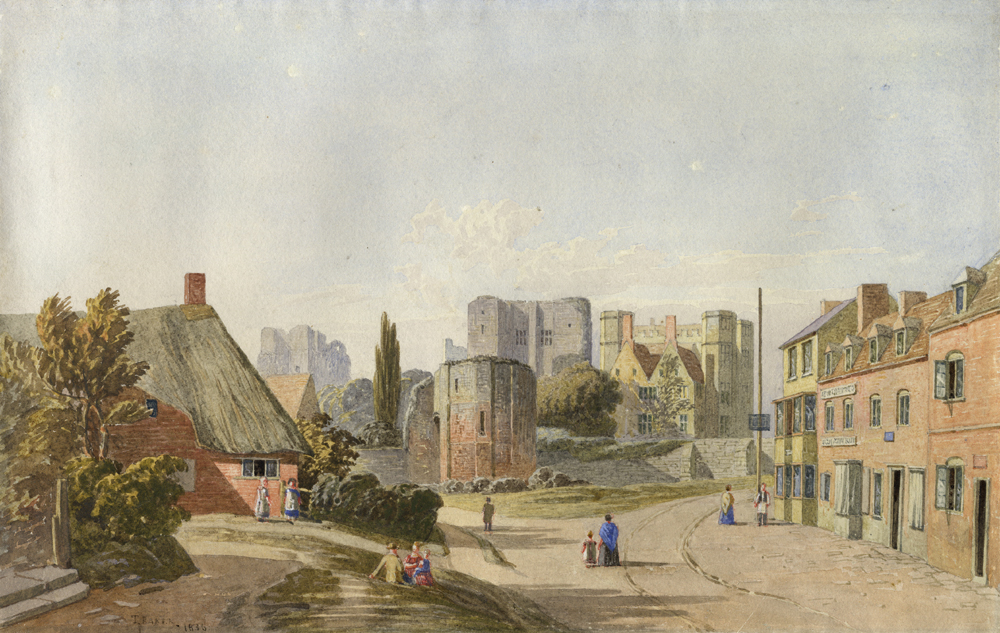
El pueblo y el castillo de Kenilworth por Thomas Baker, 1836.

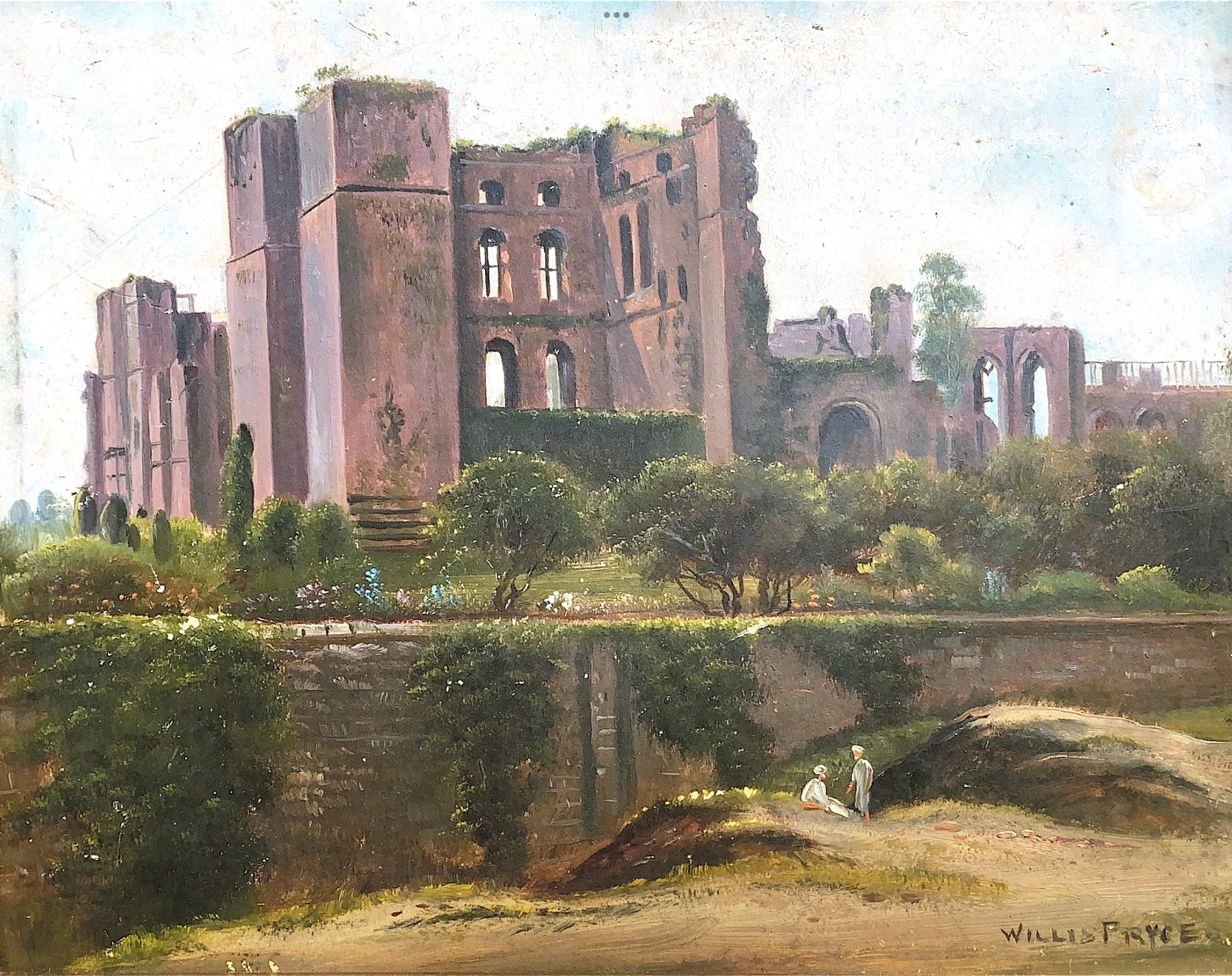
Castillo de Kenilworth por George Willis-Pryce, c. 1890.

### SiglosXVIIIyXIX
El castillo de Kenilworth permaneció en ruinas durante los siglos XVIII y XIX, aún utilizado como granja pero cada vez más popular como atracción turística. La primera guía del castillo, A Concise history and description of Kenilworth Castle, se imprimió en 1777, con muchas ediciones posteriores en las décadas siguientes. La prominencia cultural del castillo aumentó tras la  
publicación de Kenilworth por Sir Walter Scott en 1821, que describe la visita real de la reina Isabel. Basada muy libremente en los eventos de 1575, la historia de Scott reinventó aspectos 
del castillo y su historia para narrar la historia de «la patética, hermosa y descontrolada heroína Amy Robsart y la férrea Isabel I». Aunque hoy se considera una novela literaria menos exitosa que algunas de sus otras obras históricas, popularizó el Castillo de Kenilworth en la imaginación victoriana como un lugar romántico isabelino. Kenilworth generó «numerosas adaptaciones teatrales y burlesques, al menos once óperas, versiones populares y hasta una escena en un conjunto de dioramas para exhibición doméstica», incluyendo la cantata de 1865 de Sir Arthur Sullivan, The Masque at Kenilworth. J. M. W. Turner pintó varias acuarelas del castillo. El número de visitantes aumentó, incluyendo a la Reina Victoria y Charles Dickens. Durante el siglo XIX se llevaron a cabo trabajos para proteger la mampostería de un mayor deterioro, con esfuerzos particulares para eliminar la hiedra del castillo en la década de 1860.

### SiglosXXyXXI

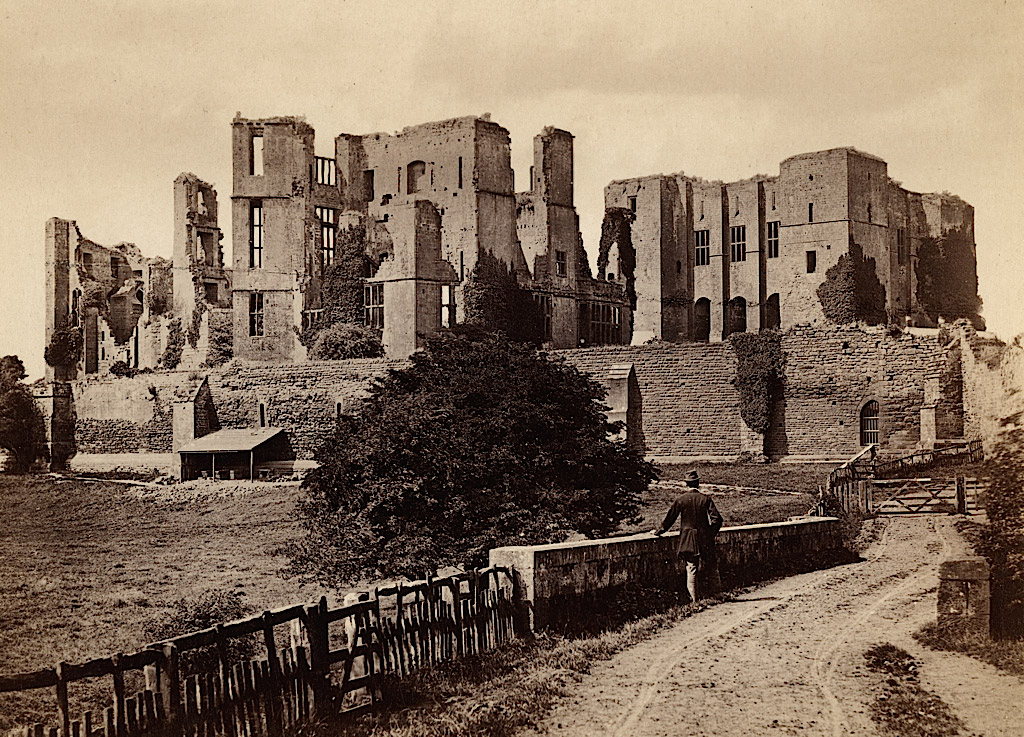
Francis Bedford (1816-1894), Castillo de Kenilworth (Inglaterra), década de 1860, impresión a la albúmina, Department of Image Collections, Biblioteca de la Galería Nacional de Arte (Washington, D.C).

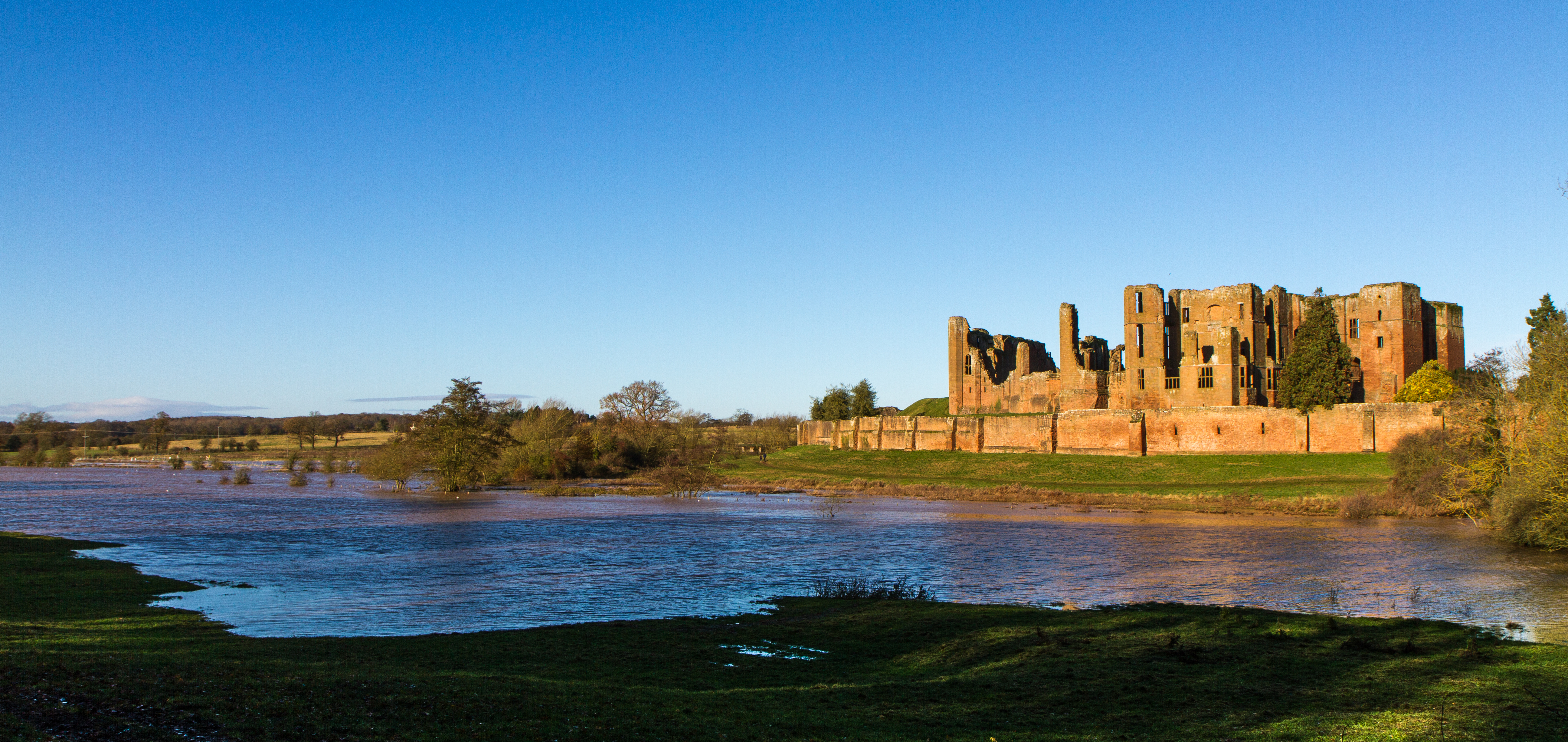
Campos inundados alrededor del castillo (noviembre de 2012).

El castillo permaneció como propiedad de los Clarendons hasta 1937, cuando Lord Clarendon encontró que el mantenimiento del castillo era demasiado costoso y vendió Kenilworth al industrial Sir John Siddeley, creado Barón Kenilworth. Siddeley, cuya contabilidad fiscal en la década de 1930 había sido al menos cuestionable, estaba ansioso por mejorar su imagen pública y cedió la gestión del castillo, junto con una donación benéfica, al Comisionado de Obras. En 1958, su hijo donó el castillo mismo a la ciudad de Kenilworth y English Heritage ha gestionado la propiedad desde 1984 y está abierto al público. El castillo está clasificado como un edificio catalogado de Grado I y como un monumento programado.
Entre 2005 y 2009, English Heritage intentó restaurar el jardín de Kenilworth más cerca de su forma isabelina, utilizando como base la descripción en la Carta de Langham y detalles de investigaciones arqueológicas recientes. La reconstrucción costó más de £2 millones y fue criticada por algunos arqueólogos como una «cuestión de simulación tanto como de reconstrucción», debido a la cantidad limitada de información factual sobre la naturaleza de los jardines originales. En 2008 se propusieron planes para recrear y volver a inundar el Gran Mere original alrededor del castillo. Además de recrear la apariencia del castillo, se esperaba que un nuevo mere formara parte del plan continuo de mitigación de inundaciones para la zona y que el lago pudiera usarse para paseos en bote y otras actividades acuáticas.
Desde 2017, se ha exhibido una exposición, Velocidad y Poder: John Siddeley, Pionero de la Era del Automóvil. El programa de BBC One, Antiques Roadshow, fue filmado en el castillo en 2020.
En junio de 2024, durante un proyecto para mejorar la accesibilidad en el sitio para peatones y usuarios de sillas de ruedas, se descubrieron ocho proyectiles de catapulta del siglo XIII en los terrenos del castillo. Variaban en peso entre 1 kg y 105 kg. Los proyectiles han sido datados en el asedio de 1266, con referencia a un hallazgo similar desenterrado en la década de 1960. El Dr. Coutts, Oficial Principal de Edificios Históricos en Archaeology Warwickshire, también ha dicho sobre el hallazgo que «estos proyectiles fueron encontrados prácticamente donde habrían caído, [por lo que] hemos podido extrapolar dónde podrían haber estado ubicados los campamentos de asedio alrededor del castillo».

## Lecturas complementarias
- Rakoczy, Lila (2007). Arqueología de la Destrucción: una Reinterpretación de los Desmantelamientos de Castillos en la Guerra Civil Inglesa (PhD) (en inglés). University of York. Especialmente el capítulo 6.